# 闽清北站

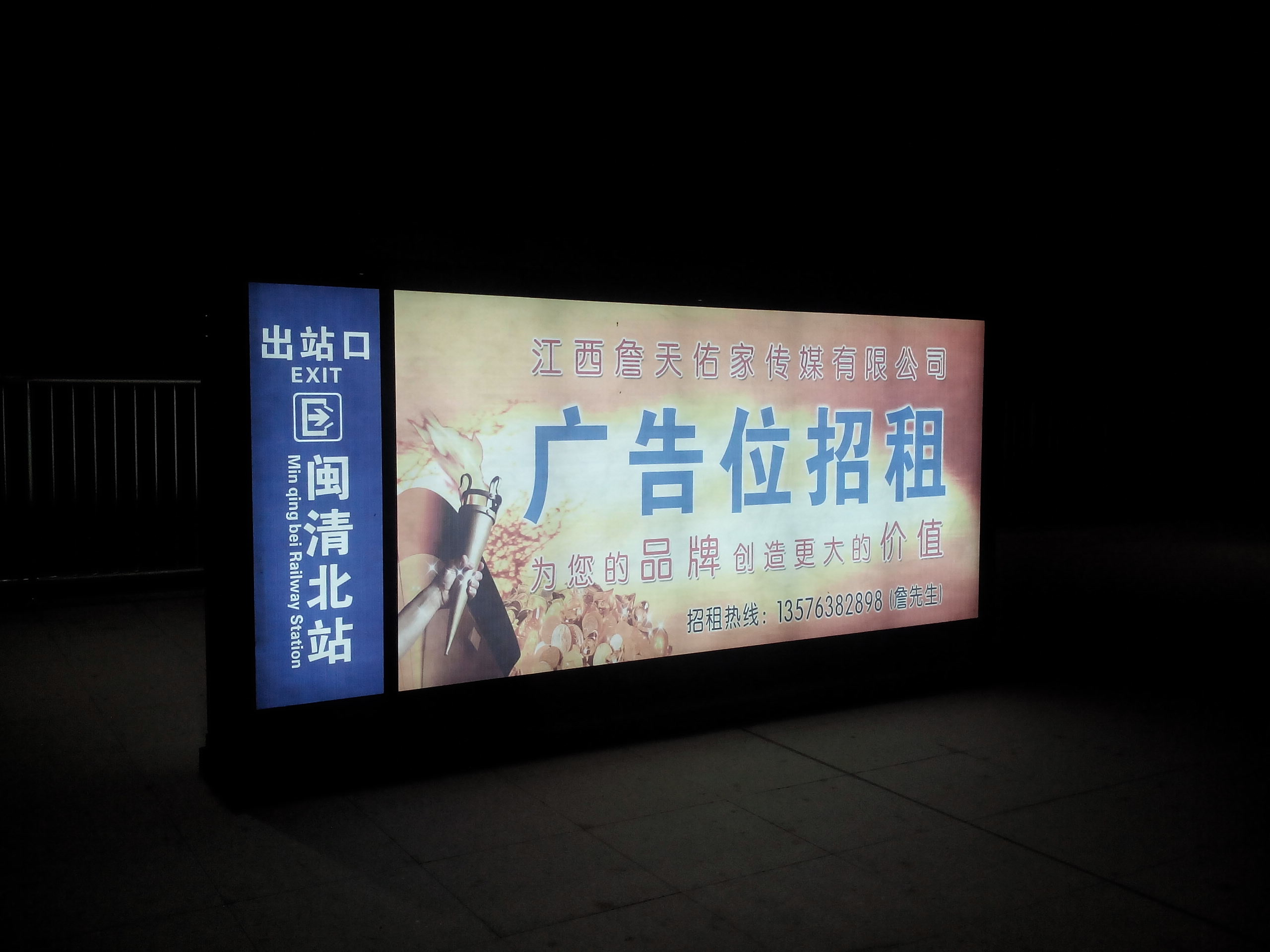
出站口

闽清北站位于中华人民共和国福建省福州市闽清县东桥镇大箬村，是合福客运专线上的高铁站，2015年6月28日启用營运，由南昌铁路局福州车务段管轄。

## 車站構造
本站将闽清当地最具特色的建筑「宏琳厝」融入车站设计。

## 歷史
- 2015年6月28日通车启用。[7]
- 2016年5月15日，由于闽清站停办客运，本站成为闽清唯一办理客运业务的铁路车站。[8]

## 外部連結
- 中国铁路客户服务中心 （页面存档备份，存于）